# Kleinwinkelkorngrenze
Eine Kleinwinkelkorngrenze gehört zur Gruppe der zweidimensionalen Gitterbaufehler. Sie ist eine spezielle Art der Korngrenzen, die z. B. aus einer Reihe von Stufenversetzungen aufgebaut sind.
Dabei gilt für den Kippwinkel, d. h. für den Unterschied der Orientierungen der beiden Kristallkörner, die sich an der Kleinwinkelkorngrenze berühren:
{\displaystyle \theta <15^{\circ }}
Er lässt sich berechnen aus dem Burgersvektor b und dem Abstand d der Stufenversetzung (Kleinwinkelnäherung):
θ = b/d
Bei einer höheren Genauigkeit ist dieses mit einer Winkelfunktion zu bestimmen:
sin(θ) = b/d
Der Energiegehalt einer Kleinwinkelkorngrenze fällt mit abnehmenden Winkel θ und beträgt ca. 0,1 bis 0,3 J/m².
Kleinwinkelkorngrenzen entstehen z. B. durch Versetzungsumordnung bei der Kristallerholung.
Eine Kippgrenze ist aus Stufenversetzungen aufgebaut, eine Drehgrenze dagegen aus Schraubenversetzungen.